# دانييل ليبرون
دانييل ليبرون (بالفرنسية: Danièle Lebrun)‏ هي ممثلة فرنسية، ولدت في 24 يوليو 1937 في فرنسا.

## أعمال

### أفلام
- (1988) كميل كلوديل[3]
- (1996) بطل متفرد

## وصلات خارجية
- دانييل ليبرون على موقع IMDb (الإنجليزية)
- دانييل ليبرون على موقع ألو سيني (الفرنسية)
- دانييل ليبرون على موقع ميوزك برينز (الإنجليزية)
- دانييل ليبرون على موقع أول موفي (الإنجليزية)
- دانييل ليبرون على موقع قاعدة بيانات برودواي على الإنترنت (الإنجليزية)
- دانييل ليبرون على موقع قاعدة بيانات الأفلام السويدية (السويدية)
- دانييل ليبرون على موقع ديسكوغز (الإنجليزية)
- دانييل ليبرون على موقع قاعدة بيانات الفيلم (الإنجليزية)
- دانييل ليبرون على موقع كينوبويسك (الروسية)